# Terenci
|  | Per a altres significats, vegeu «Terenci (desambiguació)». |

Publi Terenci Àfer (llatí: Publius Terentius Afer), conegut simplement com a Terenci (Cartago, c. 184 aC - Estimfal, Arcàdia, ~159 aC), va ser un comediògraf en llatí d'origen amazic.

## Biografia

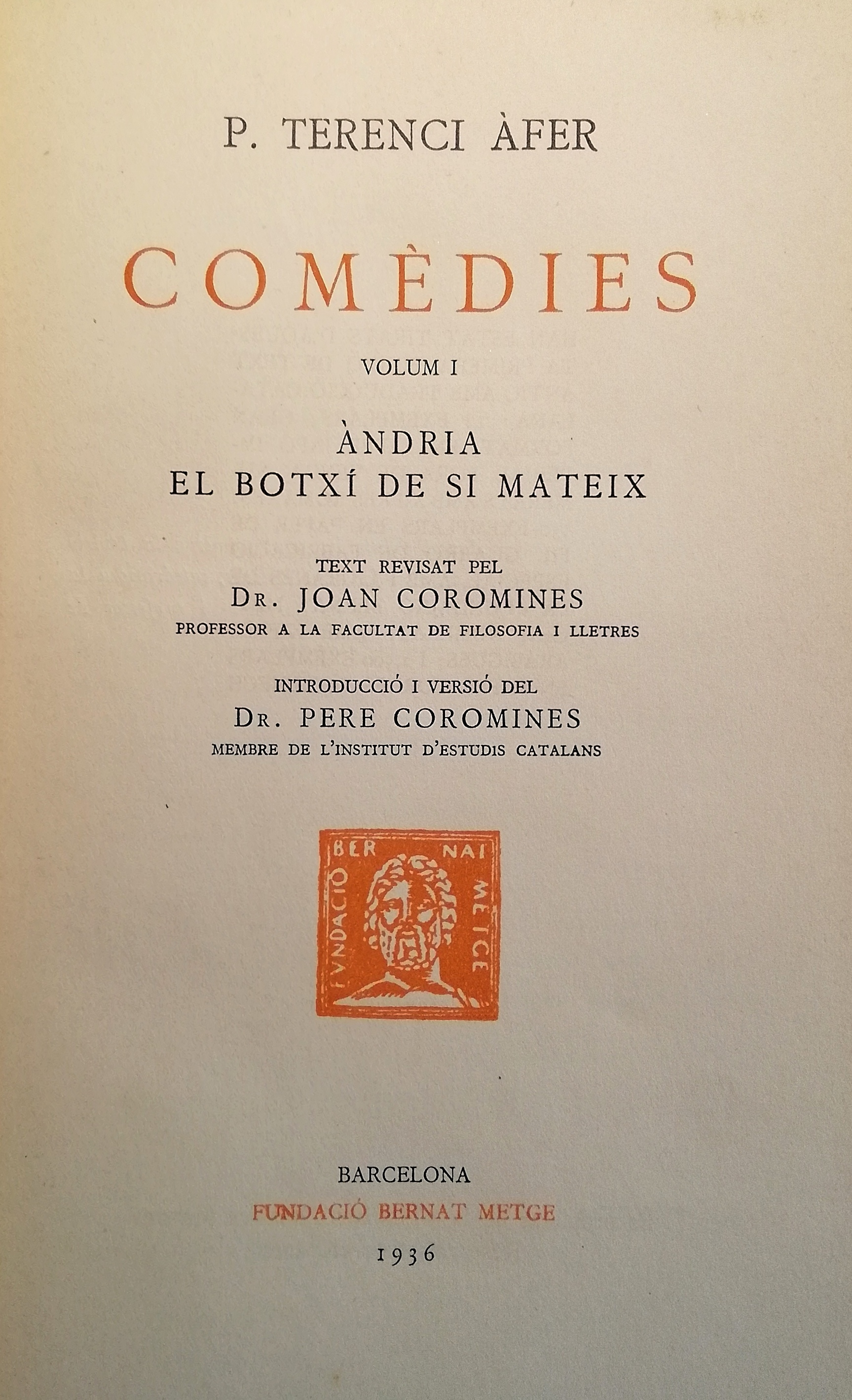
Comèdies (volum I) de Terenci Àfer, traducció catalana publicada a Barcelona per la Fundació Bernat Metge l'any 1936 dins la Col·lecció Fundació Bernat Metge

Suetoni, en la Vida de Terenci, obra perduda però recollida pel gramàtic Donat, parla de la vida del poeta llatí, concretament a l'apartat De poetis. L'altra gran font, que contradiu Donat en alguns punts, és la de l'historiador Fenestella.
Nascut a Cartago el 184 segons Suetoni, o 194 segons Fenestella, Terenci fou fet esclau quan encara era un infant. També el seu sobrenom Afer era el que es donava als africans. Aviat va ser venut o regalat al senador romà Publi Terenci Lucà. Gràcies al seu talent i a la seva bellesa, que impressionaren fortament el seu mestre, va rebre una educació de persona lliure i va ser ràpidament manumès, i prengué els noms del seu antic amo, com era costum entre els lliberts. Va tenir una filla que va casar-se amb un cavaller romà.
Havent estat acollit dins l'alta societat aristocràtica, Terenci va ser protegit pels Escipions, el «cercle» dels quals comprenia Publi Corneli Escipió Emilià, Gai Leli el Sabi, Luci Furi Fil, etc. De bell antuvi, començaren a circular insídies sobre la identitat del veritable autor de les comèdies de Terenci.
Va escriure obres més literàries que centrades en la representació, dirigides a un públic frisós d'hel·lenisme. Aquest caràcter de les seves obres feia possible que algunes fossin representades diverses vegades, en contra del que era habitual en el teatre romà. Això li valgué tota mena de dificultats, no sols amb el públic, amb ocasió de les representacions, sinó també amb la crítica oficial i, en particular, amb Lavini Lusci, president del Collegium poetarum, que omplí Terenci de recriminacions.
Es pot datar les seves sis comèdies entre el 166 i el 160 aC gràcies a les didascalia, la seva vita (l'única d'un poeta llatí arcaic que s'ha conservat) i els pròlegs. Segons aquesta datació, l'activitat literària de Terenci va començar poc després de la victòria de Paul·le a Pidna contra Perseu de Macedònia, la biblioteca del qual va ser portada fins a Roma i va donar un gran impuls a les lletres llatines. A més, l'activitat de Terenci acaba justament l'any de la mort de Paul·le.
La seva carrera va ser molt breu. Després d'haver presentat les seves comèdies a Roma, el 160 aC va partir cap a Grècia per cercar-hi motius d'obres inèdites. Sembla que allí va traduir 108 comèdies de Menandre d'Atenes. Però a partir de l'any 159 aC, quan decidí tornar de Grècia, no se'n sap res més. La seva vida sembla interrompre's en aquell moment, quan tenia vint-i-cinc o trenta-cinc anys. S'han formulat dues hipòtesis: Terenci hauria naufragat a la mar, a la badia de Lèucada, o desesperat per la desaparició dels seus manuscrits, hauria mort d'aflicció a Estimfal, Arcàdia.

## Influències i models
Se sap que bona part dels models de Terenci són grecs, però no s'han conservat en la seva majoria. Les principals fonts per indagar-hi són els seus pròlegs i els comentaris de Donat.
Quant a l'Àndria, l'Hautontimorumenos, l'Eunuchus i l'Adelphoe, tant el títol com la temàtica de l'obra està presa d'obres homònimes de Menandre. Sembla que el model de l'Hecyra i del Phormio està tret d'Apol·lodor de Carist. Per tant, Terenci substitueix en certa manera la influència de Plaute per la de Cecili Estaci i Menandre.
També hi ha certes semblances estructurals entre les obres de Terenci i les tragèdies de Sòfocles. Així l'Andria té semblances amb Èdip rei, i Terenci fa broma sobre això al vers 194 de l'obra, quan l'esclau diu Davos sum, non Oedipus (Jo sóc Davos, no Èdip).
Hi ha també influència de la filosofia grega, especialment dels corrents hel·lenístics, en idees com ara la «mesura daurada» entre dos extrems, o en les reflexions sobre el govern als Adelphoe. L'Andria conté idees epicureistes (vv. 959-960). És ben possible que tota aquesta influència vingués de la biblioteca de Perseu de Macedònia. En alguns casos, aquests corrents són motiu de burla (en Phormio 239-251, Geta diu que el seu amo ha premeditat tot l'embolic).

## Característiques i innovacions
La gran diferència entre Plaute i Terenci es troba en els pròlegs: Terenci els fa servir com a suscitadors de polèmica literària o de propaganda de les seves obres –l'ús és similar al de les parabaseis d'Aristòfanes. A més, a diferència de Plaute, Terenci, en els seus pròlegs, es dirigeix als espectadors, trencant així la il·lusió dramàtica.
La introducció a l'argument, en les obres de Terenci, sempre es fa en una escena damunt de l'escenari, com en la comèdia hel·lenística. Sovint, les circumstàncies que envolten l'argument s'expliquen a un personatge que no les coneix, a algú que no pren part en l'acció del drama (prósopon protetikón en la comèdia hel·lenística).
Els càntics a l'estil plautià són difícils de trobar en Terenci: n'hi ha dos a l'Andria (481-485; 625-638) i un en l'última obra que va escriure, els Adelphoe (610-616).
Els versos solen ser senarii o de tipus llarg. Els efectes de so i la música desapareixen, donant importància als diàlegs; així doncs, cada obra es desenvolupa sense interludis lírics, convertint així la separació entre actes en quelcom insignificant.
L'ús de la contaminatio (o intertextualitat amb autors anteriors) hi és també notable: els personatges estereotipats de l'Eunuchus estan presos del Kolax de Menandre; els Adelphoe, comèdia adaptada de Menandre, està ampliada amb una escena extreta del Synapothneskontes (2.1) de Dífil de Sinope. De vegades, aquesta contaminatio provoca que hi hagi contradiccions en l'obra, perquè s'avancen esdeveniments.
Un altre element que Terenci empra molt, per bé que no n'és l'inventor, és el doble argument. Així, en l'Andria, tot i que la psicologia dels personatges secundaris no està gaire aconseguida, i els manca certa relació amb la trama principal. En l'Eunuchus i en el Phormio, però, els dos arguments estan ben lligats. En l'Hautontimorumenos i en l'Adelphoe el doble argument és el centre d'interès; tan sols l'Hecyra és simple, en aquest sentit.
Els monòlegs de Terenci són més curts que els de Plaute, però més nombrosos, i modelen l'argument. Solen aportar informació sobre la psicologia dels personatges, que és precisament on més destaca Terenci com a escriptor. Per exemple, en l'Hecyra, el marit es mostra calmat i sensible, a diferència de l'esperable. Personatges com la sogra o l'hetera també són sorprenents.
Generalment, el personatge de l'esclau en les obres terencianes no és tan important com en Plaute. En les primeres obres, el tractament de l'esclau no és gaire convencional; en d'altres, com el Phormio i els Adelphoe, el tractament més clàssic del personatge no impedeix que es tracti d'obres innovadores igualment.
Però, per sobre de tot, el poeta vol enfrontar els seus personatges. Això està relacionat amb el costum de l'autor d'introduir els personatges de dos en dos. De vegades, aquest enfrontament és dins d'un mateix personatge, amb ell mateix. Per exemple, Pamfili, en l'Hecyra, passa d'estar enamorat de l'hetera a sentir afecte per la seva jove esposa. En l'Hautotimorumenos i en l'Adelphoe hi ha un intercanvi de rols entre els dos cavallers.
Cal veure també com la seva vena més còmica ressorgí en les últimes comèdies, sobretot a partir del poc èxit de l'Hecyra. En la seva última obra, els Adelphoe, s'hi troben elements plautians, com ara un càntic o un esclau que enreda constantment.
El final prematur de la seva carrera no ens permet observar la seva evolució completa, però segurament s'hagués convertit –si és que no ho és ja- en el mestre de la «comèdia seriosa».

## Llenguatge i estil
Si Plaute pot considerar-se el creador del llenguatge literari llatí, Terenci en seria el refinador, un autor que es dedica a depurar la llengua i trobar un estil refinat. En el cas de Terenci, a més, es tracta d'un llenguatge més aristocràtic, més cultivat. Hi ha, a més, invencions lingüístiques, com el participi perfet tetuli en l'Andria (no el va utilitzar en cap altra obra). En general, però, la seva senzillesa i dicció són constants i expliquen el seu èxit com a autor en les escoles on s'impartia llatí. Si Plaute agafava expressions del lèxic popular i feia servir un registre col·loquial, Terenci, d'alguna manera, volia imitar Menandre per crear un llatí depurat que es pogués comparar amb l'àtic. Els parlaments, les preguntes i les respostes estan relacionades amb claredat entre si, i aquesta concisió i exactitud va facilitar el camí d'autors com Cèsar.
Terenci es mostra explícit en insults i noms de bèsties, així com en termes sexuals, però substitueix la violència per una fina ironia. Sovint empra aposiopesis (eufemismes) i deixa en l'aire, a l'enteniment del lector, el terme violent. L'ús d'interjeccions, com feia Menandre, també és constant.
Alhora vetllava per una unitat d'estil —la crueltat del Perinthia de Menandre no es troba en l'Andria, per exemple, allà on l'esperaríem. Feia servir bastants noms abstractes en -io, reminsicència del grec hel·lenístic, que no es troba en altres autors contemporanis. A més, empra adjectius diversos per a fer metàfores sobre els estats d'ànim dels seus personatges, i sol indicar quan es produeix un canvi de subjecte en una frase.
L'estil terencià és menys retòric i poètic que el de Plaute, però més que el de Menandre. Els passatges narratius, però, són cosa a part. De fet, es poden distingir diversos registres en les seves obres, alguns dels quals pertanyen als personatges —els de classe baixa parlen diferent dels de classe alta, per exemple.
Les bromes de Plaute són substituïdes per sententiae ('dites'), establint una connexió entre el que es diu i l'experiència comuna a l'espectador. Poden indicar un cert caràcter —així les de Micio en l'Adelphoe— o destacar moments importants, però el seu ús és més limitat que el que en fa Menandre.
Terenci va reduir el nombre de metres i no utilitzà càntics compostos simètricament en una varietat mètrica. Ell preferia els senarii iàmbics i els septenarii trocaics, tot i que els septenarii iàmbics i els octonarii trocaics també s'hi troben. El iàmbic octonarius és molt més freqüent en Terenci que en Plaute. Ocasionalment hi ha dàctils, bachii i coriambes. En la seva primera obra, l'Andria, la varietat mètrica és notable, i el fet d'anar restringint-la cal atribuir-lo a una decisió motu proprio. Tanmateix, la varietat mètrica dins d'una mateixa escena no troba cap paral·lel en altres autors, així com tampoc dins d'un mateix diàleg —Plaute n'empra, però molt ocasionalment. Com Ciceró o Sèneca, Terenci sol omplir els dos últims peus d'un senarius amb una paraula llarga. Quan es tracta de diàlegs ràpids, sol dividir els senarii en quatre parts. A més, i a diferència de la majoria de poetes llatins, Terenci emprava molt els encavalcaments.

## Posteritat
L'Hecyra, mentre Terenci encara era viu, va ser mal rebuda pel públic dos cops. L'Eunuchus, en canvi, obtingué un gran èxit, com ens relata Suetoni. Referències més tardanes a Terenci, es troben en Horaci (Epistulae 2.1. 60-61), que també en digué que era molt valorat pels crítics de l'època (Epistulae 2. 1. 59). Volcaci Sedigit, en la seva llista de comediògrafs llatins, en canvi, situà Terenci en un modest sisè lloc; Afrani, en canvi, el tenia per incomparable.
Ciceró l'apreciava pel seu estil —en les seves Epistulae ad Atticum (7. 3. 10) diu que té elegantiam sermonis, elegància d'escriptura— i cita sovint frases seves. Altres autors cèlebres, com Quintilià (Institutio Oratoria 10. 1. 90), en recomanaren l'estudi, i de fet és un autor amb gran presència escolar. Els mateixos gramàtics de l'antiguitat l'estudiaren a fons, i constitueix un model per a molts pares de l'Església.
Al segle x, Roswitha de Gandersheim va compondre sis comèdies cristianes en estil terencià per substituir les seves obres, que considerava immorals.
La seva influència moderna és notable, sobretot en el llenguatge, per als estudiosos. Pels seus temes influí en poetes satírics, novel·listes i moralistes, i va ser un dels autors redescoberts per l'humanisme. A més, contribuí al món del teatre en l'ús del doble argument.
A tall de curiositat, l'escriptor català Terenci Moix prengué el seu pseudònim d'ell.

## Obres
- Àndria
- L'Eunuc (Eunuchus)
- La sogra (Hecyra)
- El turmentador de si mateix (Heautontimoroumenos)
- Formió (Terenci) (Phormio)
- Els germans (Adelphi)

## Traduccions catalanes i bibliografia
- Terenci Àfer, Publi. Comèdies. Vol I. Àndria i El botxí de si mateix (Heauton timorumenos).  Barcelona: Fundació Bernat Metge, 1936 (Fundació Bernat Metge; 80).
- Terenci Àfer, Publi. Comèdies. Vol II. L'Eunuc.  Barcelona: Fundació Bernat Metge, 1956 (Fundació Bernat Metge; 120).
- Terenci Àfer, Publi. Comèdies. Vol III. Formió.  Barcelona: Fundació Bernat Metge, 1958 (Fundació Bernat Metge; 127).
- Terenci Àfer, Publi. Comèdies. Vol IV. La Sogra. Els germans.  Barcelona: Fundació Bernat Metge, 1960 (Fundació Bernat Metge; 134).